# 桑庫魯河

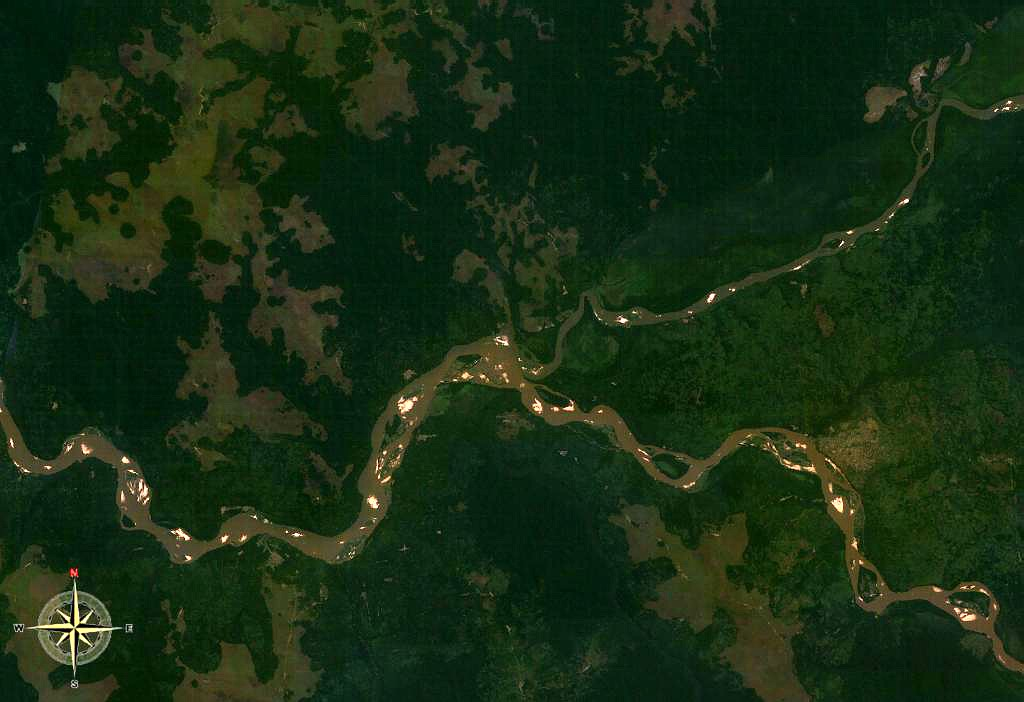
桑庫魯河（右上）流入開賽河

桑庫魯河（Sankuru River）是非洲中部剛果民主共和國的主要河流，全長約1,230公里，是開賽河的最長支流，發源地是金沙薩中西部，向北轉西在座標4°17′00″S 20°25′00″E / 4.2833333°S 20.4166667°E的地方流入開賽河。